# کاکتوس فورست (آریزونا)
کاکتوس فورست (به انگلیسی: Cactus Forest) یک منطقهٔ مسکونی در ایالات متحده آمریکا است که در شهرستان پاینال، آریزونا واقع شده‌است. کاکتوس فورست ۷٫۰۸ کیلومتر مربع مساحت و ۳۹٬۵۴۰ نفر جمعیت دارد.